# Día de la Almadía

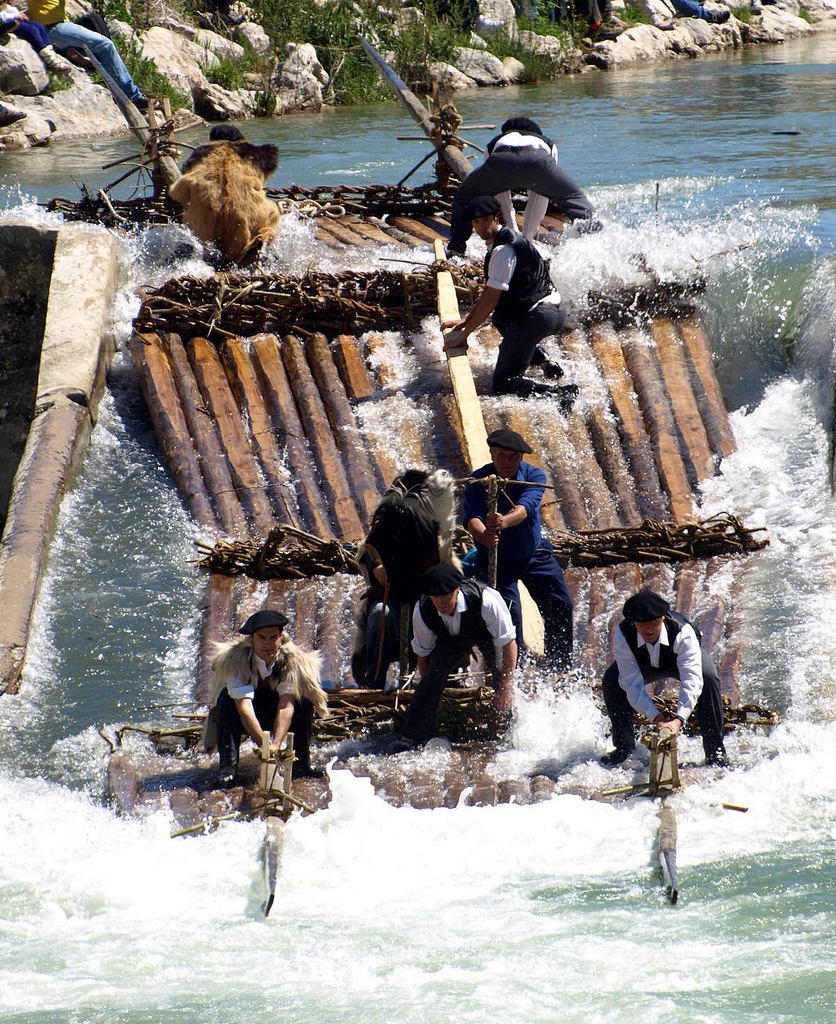
Imagen del Día de la almadía en el río Esca.

El Día de la Almadía es una fiesta declarada Fiesta de Interés Turístico Regional en Navarra y Fiesta de Interés Turístico Nacional celebrada en la localidad navarra de Burgui (Valle de Roncal).

## Historia
Las almadías son unas embarcaciones que se realizan antiguamente, típicas de los valles de los Pirineos españoles durante años como medio de vida, y cuya función es la conducción de los propios troncos por los ríos, desde los bosques hasta los puntos de carga para su transporte o hasta donde se encuentran las serrerías. Este evento se celebra de forma ininterrumpida desde 1992 como homenaje recordatorio a esa actividad caída en desuso por la mejora de las infraestructuras terrestres y la construcción del embalse de Yesa.
En el año 2018, las burguiarras Virginia Laspidea y Leyre Marco se convirtieron en las primeras mujeres en la historia en participar en el descenso por el río Esca, tradicionalmente realizada por hombres.

## Características
El Día de la Almadía, que declarada Fiesta de Interés Turístico Nacional en el año 2005, se celebra cada año hacia finales de abril o principios de mayo, para conmemora a los almadieros de los valles navarros de Valle de Roncal, Valle de Salazar y Valle de Aézcoa. Para ello, unas almadías surcan las aguas del río Esca, hasta culminar su recorrido en el puente medieval de Burgui. Además de la bajada de almadías, se celebran también actuaciones musicales, danzas, exposiciones, proyecciones audiovisuales, deporte rural, bailables, una feria de artesanía y una comida popular. También tiene lugar la entrega de "La Almadía de Oro" a distintas personalidades navarras, así oomo la celebración de dos competiciones populares: El Cross Popular de la Almadía y el Concurso de Fotografía del Día de la Almadía, que surgió a mediados de los años 90 y es organizado por la Asociación Cultural de Almadieros Navarros en colaboración de Napar Bideak, Casa Rural Urandi, Agrupación Fotográfica y Cinematográfica de Navarra y Eurolan.